# شبکه بین‌المللی آموزش با شفقت
شبکه بین‌المللی آموزش با شفقت (به انگلیسی: International Network for Humane Education) (به اختصار InterNICHE) یک نهاد غیرانتفاعی واقع در بریتانیا و جمعی متشکل از دانش آموزان، دانشجویان، استادان و فعالان حقوق حیوانات در سرتاسر دنیا می‌باشد که با هدف ارتقای سطح آموزش با شفقت در آموزش پزشکی، دامپزشکی و علوم زیستی گرد هم آمده‌اند،